# Усадьба Бадени
Усадьба Бадени (пол. Dwór Badenich) — усадьба, находящаяся в краковском районе Дзельница XVII Взгужа-Кшеславицке по адресу ул. Глиник, 63. Памятник культуры Малопольского воеводства.
Усадьба в стиле классицизма была построена в 1874 году по проекту польского архитектора Антония Лущкевича для владельца села Вадува Юзефа Бадени. Семья Бадени проживала в усадьбе до 1945 года, когда усадьба была национализирована и передана начальной школе. С 70-х годов в усадьбе располагался детский сад. В 90-е годы здание планировалось передать наследникам, но они отказались от своих имущественных прав и усадьба была передана в собственность городского муниципалитета.
21 декабря 1998 был внесён в реестр памятников культуры Малопольского воеводства (№ А-1098).
21 ноября 2008 года здание пострадало от пожара. В настоящее время здание усадьбы не используется в каких-либо целях.